# Gliese 758 B
Gliese 758 B (viết tắt GJ 758 B) là một sao lùn nâu quay quanh sao dãy chính loại G Gliese 758 cách Trái Đất khoảng 50 năm ánh sáng, thuộc chòm sao Thiên Cầm.
Gliese 758 B được phát hiện từ hình ảnh hồng ngoại của thiết bị HiCIAO của Kính viễn vọng Subaru.